# 埃尔门
埃尔门是奥地利蒂罗尔州罗伊特县的一个市镇。总面积29.6平方公里，总人口392人，人口密度13.2人/平方公里（2005年）。